# Хунга Тонга – Хунга Хаапай
Хунга Тонга – Хунга Хаапай (на английски: Hunga Tonga-Hunga Haʻapai) е вулкан и название на два необитаеми острова – Хунга Тонга и Хунга Хаапай в архипелага Тонга. Във връзка със съвременната вулканична активност очертанията на островите са подложени на значителни изменения, като от 2014 г. до 2022 г. те са били един остров.

## Описание
Хунга-Тонга и Хунга Хаапай са надводната част на паразитен конус на вулкан в района на държавата Тонга в Тихия океан, който вулкан израства вътре в неговата подводна калдера. Първото историческо изригване е отбелязано през 1912 г.
В края на 2014 г. е забелязано изригване на вулкана, което завършва през януари 2015 г., и тогава на повърхността на океана между двата малки острова Хунга Тонга и Хунга Хаапай започва да се появява нова суша. По този начин двата острова се обединяват в един, което дава съвременното име на вулкана – Хунга Тонга – Хунга Хаапай.

## Изригването от 2022 г.
Изригването започва с активиране на вулкана на 21 декември 2021 г. и продължава до 11 януари 2022 г., след което дейността на вулкана се прекратява. В резултат от тази фаза на изригването централната част на острова Хунга Тонга – Хунга Хаапай се скрива под повърхността на океана. След кратко затишие, на 14 януари започва плинианско изригване на вулкана Хунга Тонга с вулканичен експлозивен индекс VEI 6, в резултат на което облаците пепел се вдигат в небето на 39 km, достигайки на ширина 5 km в основата и 260 km във високата част. На следващия ден изригването достига своята най-голяма интензивност. Облакът пепел достига главния остров Тонга, който е на 60 km от вулкана, закривайки слънцето и превръщайки деня в нощ – в столицата на Тонга Нукуалофа се чуват силни гърмежи, от небето падат малки камъни и пепел. Ударната вълна от финалния стадий на изригването, мощността на което се оценява на 10 мегатона ТНТ, се чува даже на Фиджи, Самоа и Нова Зеландия. Земетресение с магнитуда 4,0 и цунами с височина 1,2 m застигат Нукуалофа. Мареографите в Нукуалофа показват, че височината на вълните е достигала 1,5 – 2 m. По данни на спътниковите наблюдения, във вулканичния облак над мястото на изригването прогърмяват 400 000 мълнии за 7-часов период, при това 200 000 мълнии са зарегистрирани за един час, което съответства на 56 мълнии за секунда и е рекорден показател за 2022 г. Благодарение на спътниковия мониторинг също така за пръв път е отбелязано, че смущенията от експлозията са достигнали горните слоеве на атмосферата – на границата на йоносферата скоростта на ветровете е достигнала 725 km/h, а екваториалният йоносферен електропоток (англ. equatorial electrojet) се е увеличил пет пъти в сравнение с нормалната върхова мощност и рязко е изменил направлението си, движейки се на запад в течение на кратък период от време. В резултат от изригването на 15 януари остров Хунга Тонга практически напълно се скрива под водата, загубвайки не по-малко от 70% от площта си, а островът Хунга Хаапай губи около половината от площта си спрямо 2014 г.